# Wołodymyr Wacek
Wołodymyr Awhustowycz Wacek, ukr. Володимир Августович Вацек, ros. Владимир Августович Вацек, Władimir Awgustowicz Wacek (ur. 28 sierpnia 1893, Imperium Rosyjskie, zm. 8 września 1986, Ukraińska SRR) – ukraiński trener piłkarski.

## Kariera trenerska i sędziowska
W grudniu 1925 stał na czele nowo utworzonego klubu ChPZ Charków., który prowadził do 1941. W 1936 kierował zespołem w meczach o Puchar ZSRR.

## Sukcesy i odznaczenia

### Sukcesy trenerskie
ChPZ Charków
- mistrz Charkowa: 1935